# Boutlélis (distrito)
Boutlélis é um distrito localizado na província de Orã, Argélia, e cuja capital é a cidade de mesmo nome. A população total do distrito era de 42 668 habitantes, em 1998.[carece de fontes?]

## Comunas
O distrito está dividido em três comunas:
- Boutlélis
- Aïn El Kerma
- Misserghin